# Piktorializm

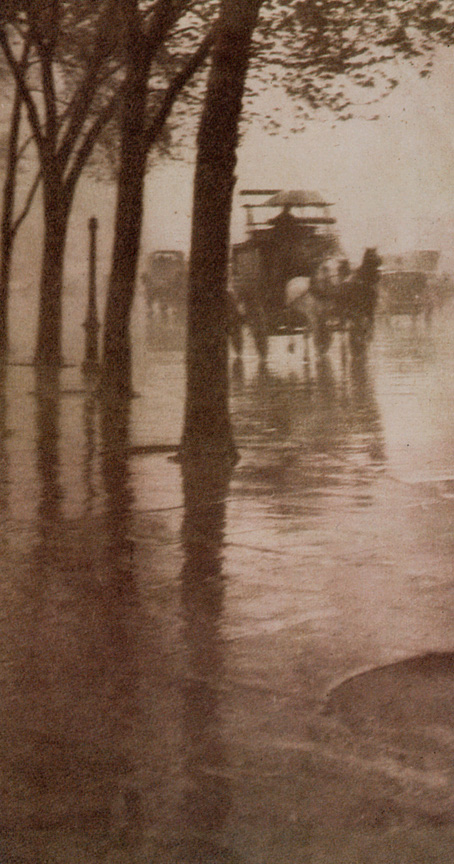
A. Stieglitz, Wiosenny deszcz, 1902

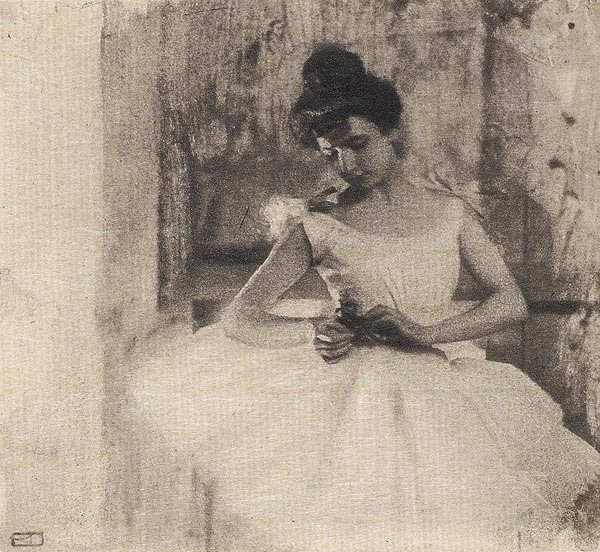
R. Demachy, Balerina, ok. 1906

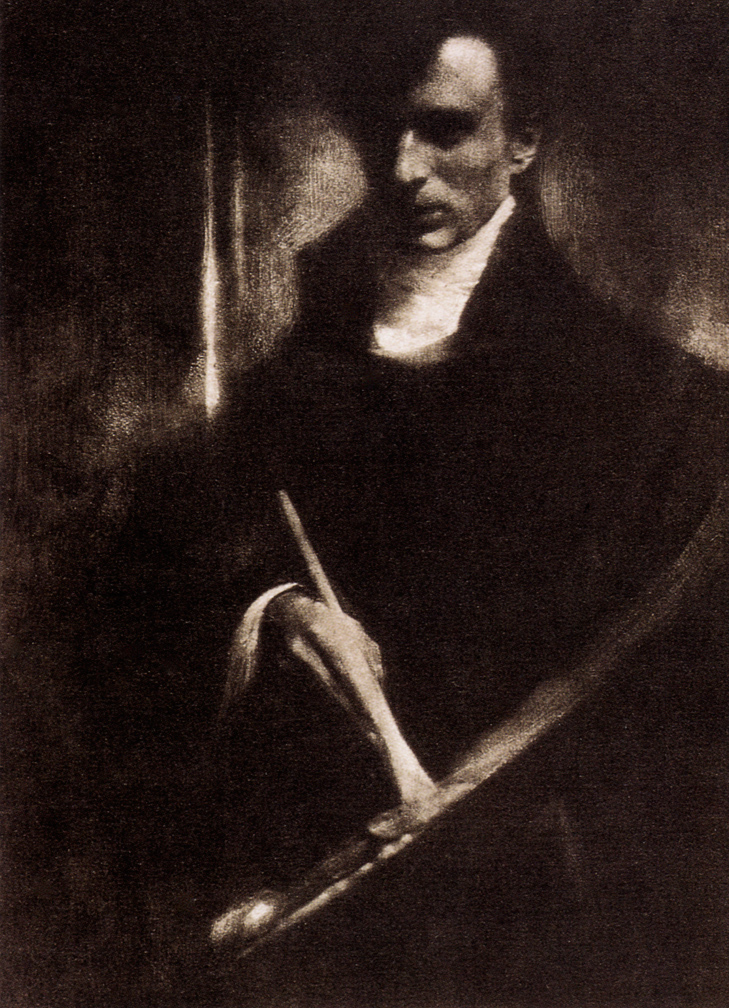
Edward Steichen, Autoportret, 1903

Piktorializm – nurt w fotografii artystycznej rozwijający się w Europie i Stanach Zjednoczonych od końca XIX wieku do około 1914 roku.

## Historia
Piktorializm narodził się przed rokiem 1890 w Anglii i osiągnął swoje apogeum w pierwszych latach XX wieku. Nurt ten stał się mniej popularny po 1914, kiedy pojawił się modernizm. Terminy „piktorializm” i „piktorialista” weszły w użycie po roku 1900. Fotografia piktorialna rozwijała się w Anglii (powstało tam stowarzyszenie „Linked Ring”, zrzeszające 14 słynnych fotografów). Piktorializm znalazł wielu entuzjastów również w Stanach Zjednoczonych, gdzie głównym promotorem tego zjawiska był Alfred Stieglitz, który założył w 1905 „Galerię 291” oraz zaczął wydawać pismo poświęcone fotografii piktorialnej „Camera Work”. Inspirację piktorialistów stanowiło impresjonistyczne malarstwo Whistlera oraz francuski symbolizm. Piktorializm był pierwszym krokiem do uznania fotografii jako dziedziny sztuk pięknych. Przyczyniła się do tego galeria sztuki „Albright Gallery”, która w 1910 r. wykupiła od Alfreda Stieglitza 15 fotografii. Było to nowe zjawisko, ponieważ do tej pory fotografia uznawana była za rzemiosło, a nie sztukę. Wraz z erą aparatów cyfrowych i komputerowej obróbki obrazu z piktorializmu odrodziły się nowe gałęzie – „new pictorialism” (Europa, Stany Zjednoczone), modern piktorializm (Polska) oraz najnowszy „neopiktorializm”.

## Technika
Fotografia piktorialna polega na indywidualnej ingerencji artysty w każdą wykonaną przezeń odbitkę, tj. na zerwaniu z mechanicznym procesem pozytywowym. Zamiast migawkowej fotograficznej rejestracji powstaje syntetyczne dzieło sztuki. W fotografii piktorialnej artysta stosuje techniki szlachetne: gumę, olej, bromolej i przetłok. Techniki te pozwalały na punktowe zmiany tonalne, kontrolowanie szczegółowości obrazu. Artyści często pozostawiali ślady pędzla lub miękkie faktury na fotografiach. Wykorzystywano również specjalne filtry oraz nasadki na obiektywy. Od 1898 roku zaczęto stosować szorstkie papiery do drukowania, co pozwalało uzyskać efekt lekkiego rozmycia. Fotografie piktorialne przypominają często obraz, rysunek lub grafikę. Większość zdjęć jest czarno-biała lub wykonana w sepii.

## Artyści
- Robert Demachy (1859–1936), Francja
- Jan Bułhak (1876–1950), Polska
- Pierre Dubreuil (1872–1944), Francja
- Peter Henry Emerson (1856–1936), Anglia
- Frederick Evans (1853–1943), Anglia
- Emile Frechon (1848–1921), Francja
- Gertrude Käsebier (1852–1934), Stany Zjednoczone
- Heinrich Kühn (1866–1944), Austria
- Eugene Lemaire (1874–1948), Belgia
- Gustave Marissiaux (1872–1929), Belgia
- Léonard Missone (1870–1943), Belgia
- Constant Puyo (1857–1933), Francja
- Fernand Bignon (1888–1969), Francja
- Edward Steichen (1879–1973), Stany Zjednoczone
- Alfred Stieglitz (1864–1946), Stany Zjednoczone
- Zofia Chomętowska (1902–1991), Polska